# Ubirajara Índio do Ceará
Ubirajara Índio do Ceará (Quixadá, 20 de fevereiro de 1912 — Fortaleza, 22 de março de 1979) foi um magistrado, integralista e político brasileiro.

## Biografia
Nasceu em Quixadá, na Fazenda São José, em 20 de fevereiro de 1912, filho de Francisco de Assis Ferreira Lima e Felismina de Holanda Ferreira Lima. Fez os primeiros estudos no Instituto São Luís, em Fortaleza, seguindo para os exames de preparatórios no Liceu do Ceará.

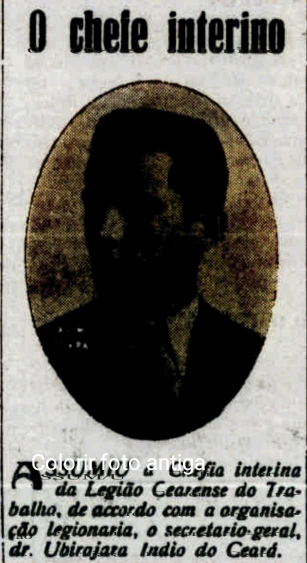
Ubirajara foi membro da Legião Cearense do Trabalho

Estudou Ciências Jurídicas e Sociais pela Faculdade de Direito do Ceará, exercendo o magistério no Instituto São Luís e em outros estabelecimentos de ensino médio. Bacharelou-se em 6 de março de 1932. Continuou na Faculdade até 1933, como Secretário. Já nessa época, começou sua vida política, participando com Padre Hélder Câmara, Severino Sombra e Jeová Mota da fundação da Legião Cearense do Trabalho, movimento nacionalista, do qual tornou-se secretário-geral. Como os outros líderes da Legião, ingressou à recém-fundada Ação Integralista Brasileira. 
Em 1933, ocupou interinamente o cargo de Promotor de Justiça, na condição de adjunto do titular. Em seguida, tornou-se Auxiliar Fiscal da Inspetoria Regional do Ministério do Trabalho, Indústria e Comércio. 
Notável orador, sensibilizava os auditórios cearenses, tendo solidificado seus conhecimentos sociais e políticos. Foi eleito em 1935 para deputado estadual na Assembleia Legislativa do Ceará, pela legenda da Liga Eleitoral Católica, como representante da Ação Integralista Brasileira. Logrou grande projeção no Ceará, tendo um mandato vigilante e ativo. Em 1936, Ubirajara passou a ser chefe do movimento integralista em todo o estado do Ceará, cargo que manteve até o fechamento da organização. Percorreu o Nordeste, promovendo discursos doutrinários em várias sedes integralistas nas suas regiões.
Em 1937, assumiu a Inspetoria Regional do Ministério do Trabalho. Como Procurador Regional do Trabalho, nomeado em 1941, acompanhou a história desse tribunal desde sua criação. 
Foi Deputado Federal pelo Partido de Representação Popular como suplente entre 1965 e 1966, e Secretário de Educação do Estado do Ceará no governo de Plácido Castelo entre 1967 e 1971. Em 1969, tomou posse como Juiz Togado Regional, na recém-criada vaga para o Ministério Público do Trabalho. Presidiu o TRT de 1970 a 1974, aposentando-se em 1978. Foi presidente do Rotary Club de Fortaleza e do Serviço Social do Comércio regional. Faleceu em 22 de março de 1979.